# Pınarönü, Beyağaç
Pınarönü là một xã thuộc huyện Beyağaç, tỉnh Denizli, Thổ Nhĩ Kỳ. Dân số thời điểm năm 2010 là 118 người.